# 永宁乡 (泸西县)
永宁乡，是中华人民共和国云南省红河哈尼族彝族自治州泸西县下辖的一个乡镇级行政单位。

## 行政区划
永宁乡下辖以下地区：
永宁村、笼册村、舍者村、阿朝村、法衣村和阿峨村。

## 中国传统村落
2012年，城子村被评为首批“中国传统村落”。